# ملعب ميغيل موراليس
ملعب ميغيل موراليس (بالإنجليزية: Estadio Miguel Morales)‏ هو ملعب كرة قدم يقع في مدينة بيريغامنيو بالأرجنتين ، يتسع لـ 16,000 متفرج.

## التاريخ
افتتح الملعب في 1977.